# Doratura heterophyla
Doratura heterophyla är en insektsart som beskrevs av Géza Horváth 1903. Doratura heterophyla ingår i släktet Doratura och familjen dvärgstritar. Inga underarter finns listade i Catalogue of Life.